# Zona umedă Ostrov - Moldova Veche
Zona umedă Ostrov - Moldova Veche (rezervație naturală) este o zonă de protecție specială avifaunistică, situată în Banat, pe teritoriul județului Caraș-Severin.

## Localizare
Aria naturală se află în extremitatea sud-vestică a județului Caraș-Severin, pe teritoriul administrativ al orașului Moldova Nouă (în Clisura Dunării), în partea sudică a satului Moldova Veche, aproape de drumul național DN57, care leagă localitatea Coronini de Măcești.

## Descriere
Rezervația naturală declarată prin Hotărârea de Guvern Nr.2.151 din 30 noiembrie 2004 (privind instituirea de arie protejată pentru noi zone)este inclusă în Parcul Natural Porțile de Fier  și se întinde pe o suprafață de 1.627 ha.
Aria naturală reprezintă un ostrov (insulă cu energie mică de relief), cu luciu de apă, teren mlăștinos, vegetație specifică zonelor umede și păduri; ce găzduiește și asigură condiții de hrană și cuibărit pentru specii de păsări acvatice clocitoare.

## Biodiversitate
Rezervația naturală fost înființată în scopul protejării biodiversității și menținerii într-o stare de conservare favorabilă a florei și faunei sălbatice aflate în arealul Clisurii Dunării.

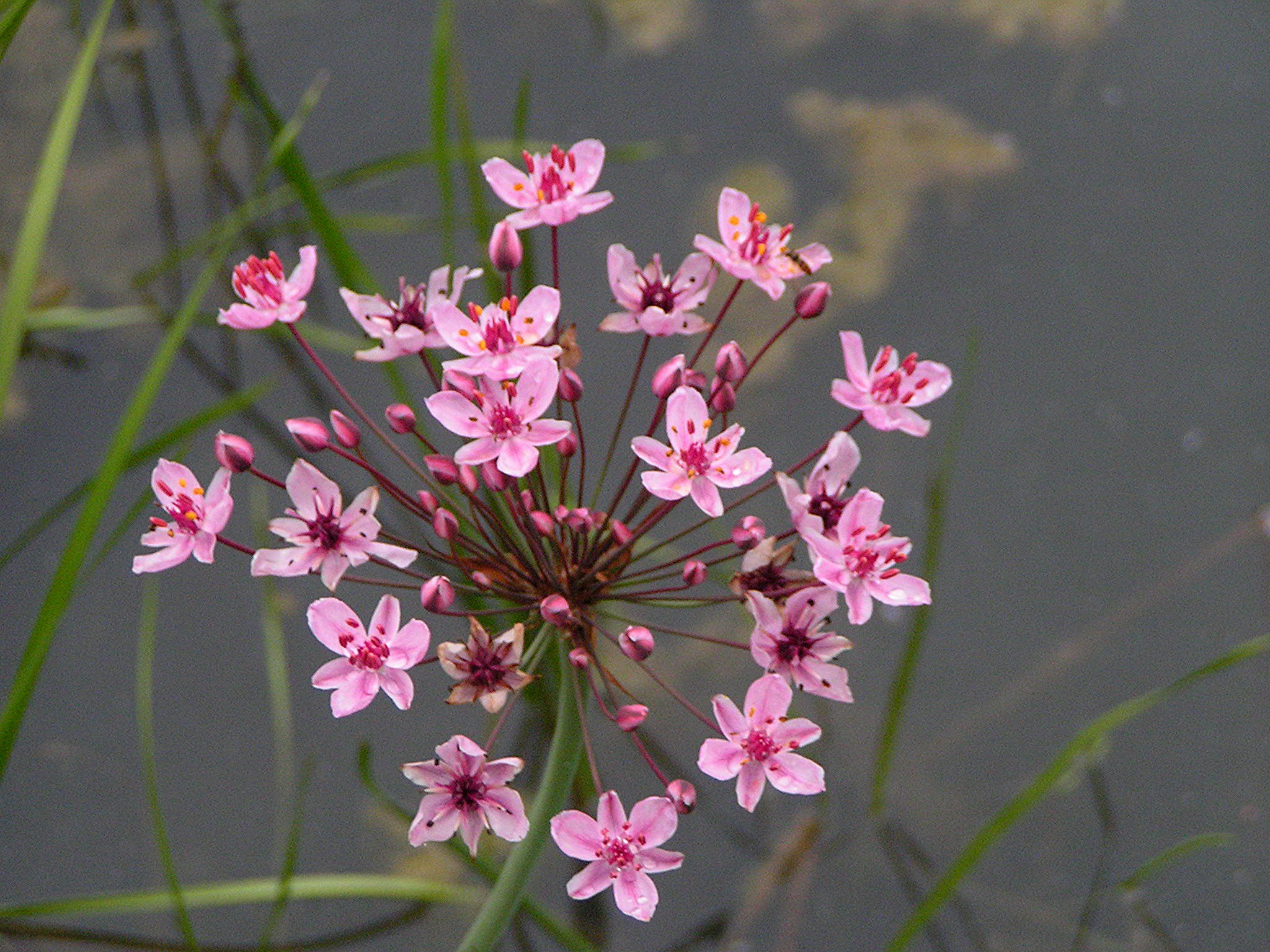
Crin de baltă (Butomus umbellatus)

Flora lemnoasă a rezervației este constituită din specii arboricole de răchită albă (Salix alba), răchită roșie (Salix purpurea) sau  plop alb (Populus alba).
La nivelul ierburilor sunt întâlnite mai multe rarități floristice din speciile: stănjenel de baltă (Iris pseudacorus), peștișoară (Salvinia natans), ciuma-apelor (Elodea canadensis), stuf (Phragmites australis) sau crin de baltă (Butomus umbellatus).
Fauna și ihtiofauna este una bine diversificată, cuprinzând o gamă diversă de păsări, insecte, pești, reptile și amfibieni; dintre care unele protejate la nivel european sau aflate pe lista roșie a IUCN.
Specii de păsări: cufundar mic (Gavia stellata), cufundar polar (Gavia arctica), egretă mică (Egretta garzetta), egretă albă (Egretta alba), barză neagră (Ciconia nigra), lebădă de iarnă (Cygnus cygnus), ferestraș mic (Mergus albellus), erete vânăt (Circus cyaneus), vultur pescar (Pandion haliaetus), șorecar mare (Buteo rufinus)
Pești cu specii de: țigănuș (Umbra krameri), porcușor de nisip(Romanogobio kesslerii), moioagă (Barbus petenyi), zvârlugă (Cobitis taenia), zglăvoacă (Cottus gobio), țipar (Misgurnus fossilis), avat (Aspius aspius). 
Reptile și amfibieni: șarpe de apă (Natrix tesellata), șarpele lui Esculap (Elaphe longissima), buhai de baltă cu burta roșie (Bombina bombina), broască râioasă (Bufo bufo), broască țestoasă de baltă (Emys orbicularis), broasca-roșie-de-pădure (Rana dalmatina).

## Căi de acces
- Drumul național (DN57) - Orșova - Moldova Nouă - (DN57A) - Pojejena - Moldova Veche

## Monumente și atracții turistice
În vecinătatea ariei naturale se află câteva obiective de interes istoric, cultural și turistic; astfel:
- Biserică romano-catolică din Moldova Nouă, construcție 1780, monument istoric.
- Situl arheologic de la Moldova Nouă (așezare din sec. IX - XI, Epoca medievală timpurie; necropolă din sec. II - III p. Chr., Epoca romană; peșteră cu locuire preistorică).
- Parcul Natural Porțile de Fier, Rezervația naturală Valea Mare.
- Stânca Baba Caia, o stâncă solitară aflată la capătul din aval al insulei (în dreptul localității Coronini), care marchează intrarea în clisura Dunării.[16]
- Movila de pământ (cel mai înalt punct de pe insulă) despre care legendele locale spun că ar fi mormântul lui Attila, cel mai puternic conducător al hunilor, numit și „Biciul lui Dumnezeu”.[17]